# Rugby a 15 negli anni 1890

## 1890
- Home Championship 1890:  Scozia
- Sud Africa: a Durban nasce la Rugby Union del Natal.
- Campionato delle contee inglesi: Yorkshire
- Francia: primo torneo nazionale studentesco vinto dall'Ecole Monge
- Barbarians: il 1890 vede la nascita della selezione dei Barbarians, che disputano le prime partite della loro storia.

| Hartlepool 27 dicembre 1890 | Hartlepool Rovers | 4 – 9 | Barbarians |  |

| Bradford 29 dicembre 1890 | Bradford | 6 – 6 | Barbarians |  |

## 1891
- È l'anno del primo Tour in Sud Africa di una selezione dei British and Irish Lions, mentre prosegue il dominio scozzese nel rugby britannico

- Home Championship 1891: Scozia
- Campionato delle contee inglesi:Yorkshire
- I Barbarians disputano i seguenti incontri:

| Exeter 26 dicembre 1891 | Devonshire | 0 – 0 | Barbarians |  |

| Huddersfield 29 dicembre 1891 | Huddersfield | 7 – 2 | Barbarians |  |

| Swinton 30 dicembre 1891 | Swinton | 9 – 0 | Barbarians |  |

| Londra 31 dicembre 1891 | Dublin University | 7 – 0 | Barbarians |  |

## 1892
- Home Championship 1892: Inghilterra
- Campionato delle contee inglesi:Yorkshire
- Francia: si disputa il 20 marzo, in partita unica il primo Campionato. Si sfidano il Racing e lo Stade Francaise con vittoria dei primi per 4-3. Arbitra il barone Pierre de Coubertin.

| Cardiff 26 marzo 1892 | Cardiff RFC | 0 – 10 | Barbarians | (Arms Park) |

| Gloucester 28 marzo 1892 | Gloucester | 10 – 9 | Barbarians |  |

| London Queen Club 11 aprile 1892 | Corinthians | 14 – 12 | Barbarians |  |

| Leeds 24 dicembre 1892 | Leeds | 2 – 0 | Barbarians |  |

| Cardiff 26 dicembre 1892 | Cardiff RFC | 12 – 3 | Barbarians | (Arms Park) |

## 1893
- Home Championship 1893: Galles
- Campionato delle contee inglesi:Yorkshire
- Campionato francese : Stade Français Paris
- Nei mesi di giugno-luglio 1893 si assiste al Tour degli All Blacks in Australia.

- I Barbarians disputano i seguenti incontri:

| Hartlepool 1º aprile 1893 | Template:Rugby Hartlepool | 7 – 10 | Barbarians |  |

| Huddersfield 3 aprile 1893 | Huddersfield | 2 – 9 | Barbarians |  |

| Newport 4 aprile 1893 | Newport RFC | 8 – 3 | Barbarians | (Rodney Parade) |

| Cardiff 26 dicembre 1893 | Cardiff RFC | 14 – 3 | Barbarians | (Arms Park) |

| Newport 27 dicembre 1893 | Newport RFC | 19 – 0 | Barbarians | (Rodney Parade) |

## 1894
- Entra in vigore in Europa il nuovo sistema di punteggio 
  - meta: 3 punti
  - trasformazione: 2 punti
  - drop: 4 punti
  - penalty e calcio da Mark: 3 punti
- Home Championship 1894: Irlanda
- Campionato delle contee inglesi:Yorkshire
- Campionato francese: Stade Français Paris
- Primo tour del New South Wales in Nuova Zelanda. In uno degli incontri [collegamento interrotto] affronta la nazionale neozelandese:

| Christchurch 15 settembre 1894 | Nuova Zelanda XV | 6 – 8 | New South Wales | Lancaster Park |

- I Barbarians disputano i seguenti incontri:

| Carlisle 31 marzo 1894 | Carlisle & District | 5 – 16 | Barbarians |  |

| Whitley 2 aprile 1894 | Rockcliff | 8 – 0 | Barbarians |  |

| 19 dicembre 1894 | Shoreham Camp | 13 – 16 | Barbarians |  |

| Bath 24 dicembre 1894 | Bath | 0 – 14 | Barbarians | Memorial ground |

| Cardiff 26 dicembre 1894 | Cardiff RFC | 6 – 9 | Barbarians | (Arms Park) |

| Newport 27 dicembre 1894 | Newport RFC | 19 – 3 | Barbarians | (Rodney Parade) |

## 1895
- Home Championship 1895: Scozia
- Campionato delle contee inglesi:Yorkshire
- Campionato francese: Stade Français Paris
- I Barbarians disputano i seguenti incontri:

| Hartlepool 6 aprile 1895 | Hartlepool Rovers | 7 – 8 | Barbarians |  |

| Hartlepool 26 dicembre 1895 | Hartlepool Rovers | 8 – 8 | Barbarians |  |

| South Shields 27 dicembre 1895 | Southshields | 5 – 27 | Barbarians |  |

| North Shields 28 dicembre 1895 | Percy Park | 5 – 3 | Barbarians |  |

## 1896
- Home Championship 1896: Irlanda
- Campionato francese: Olympique de Paris
- Campionato delle contee inglesi:Yorkshire
- I British Lions si recano in Tour in Sud Africa tra luglio e settembre

- Tocca alla selezione del Queensland a visitare la Nuova Zelanda .

| Wellington (Nuova Zelanda) 15 agosto 1896 | Nuova Zelanda XV | 9 – 0 | Queensland | (Athletic Park) |

- I Barbarians disputano i seguenti incontri:

| Bath 2 aprile 1896 | Bath Rugby | 13 – 13 | Barbarians | Memorial ground |

| Cardiff 4 aprile 1896 | Cardiff RFC | 16 – 3 | Barbarians | (Arms Park) |

| Newport 6 aprile 1896 | Newport RFC | 24 – 6 | Barbarians | (Rodney Parade) |

| Bristol 24 dicembre 1896 | West of England XV | 0 – 0 | Barbarians | Memorial ground |

| Newport 26 dicembre 1896 | Newport RFC | 16 – 0 | Barbarians | (Rodney Parade) |

## 1897
- Home Championship 1897: Non completato
- Campionato Francese: Stade français Paris
- Campionato delle contee inglesi:Kent
- La nazionale di rugby neozelandese, si reca in tournée in Australia.

- I Barbarians disputano i seguenti incontri:

| Hartlepool 10 aprile 1897 | Hartlepool Rovers | 9 – 14 | Barbarians |  |

| Bath 15 aprile 1897 | Bath | 3 – 8 | Barbarians | Memorial ground |

| Newport 17 aprile 1897 | Newport RFC | 19 – 0 | Barbarians | (Rodney Parade) |

| Cardiff 19 aprile 1897 | Cardiff RFC | 26 – 5 | Barbarians | (Arms Park) |

| Liverpool 27 dicembre 1897 | Liverpool | 0 – 35 | Barbarians |  |

| Hartlepool 28 dicembre 1897 | Hartlepool Rovers | 0 – 11 | Barbarians |  |

| Durham 29 dicembre 1897 | Old Dunelmians | 5 – 18 | Barbarians |  |

| North Shields 30 dicembre 1897 | Percy Park | 9 – 20 | Barbarians |  |

## 1898
- Home Championship 1898: Scozia  e Inghilterra
- Campionato delle contee inglesi:Northumberland
- Campionato francese: Stade français Paris
- I Barbarians disputano i seguenti incontri:

| Bristol 7 aprile 1898 | West of England XV | 14 – 0 | Barbarians | Memorial ground |

| Cardiff 9 aprile 1898 | Cardiff RFC | 6 – 0 | Barbarians | (Arms Park) |

| Newport 11 aprile 1898 | Newport RFC | 21 – 0 | Barbarians | (Rodney Parade) |

| Cardiff 24 dicembre 1898 | Cardiff RFC | 29 – 3 | Barbarians | (Arms Park) |

| Newport 26 dicembre 1898 | Newport RFC | 16 – 0 | Barbarians | (Rodney Parade) |

| Exeter 27 dicembre 1898 | Exeter | 12 – 0 | Barbarians |  |

## 1899
- Home Championship 1899: Irlanda
- Campionato delle contee inglesi:Devon
- Campionato francese: Stade bordelais (prima vittoria di una squadra non parigina)
- Campionato di Buenos Aires: Lomas
- Una Selezione delle Isole Britanniche si reca in torunee in Australia.

Tra le tante partite, disputa 4 incontri contro la prima selezione australia della storia (si tenga presente che politicamante l'Australia diventerà un'entità unitaria solo due anni dopo):
| Sydney 24 giugno 1899 | Australia | 13 – 3 | Gran Bretagna | Cricket ground |

| Brisbane 22 luglio 1899 | Australia | 0 – 11 | Gran Bretagna | Exhibition Ground |

| Sydney 5 agosto 1899 | Australia | 10 – 11 | Gran Bretagna | Cricket ground |

| Sydney 12 agosto 1899 | Australia | 0 – 13 | Gran Bretagna | Cricket ground |

- Una Selezione Irlandese si reca in tournée in Canada

- Argentina: a Buenos Aires viene fondata la "Federacion del Rio de la Plata de Rugby". Da essa, molti anni dopo deriverà la UAR, (Union Argentina de Rugby). Furono quattro i club fondatori.
- I Barbarians disputano i seguenti incontri:

| Blackheath 15 febbraio 1899 | Stade Francaise | 0 – 33 | Barbarians |  |

| Birkenhead 8 aprile 1899 | Birkenhead | 9 – 8 | Barbarians |  |

| Cardiff 26 dicembre 1899 | Cardiff RFC | 27 – 3 | Barbarians | (Arms Park) |